# Рыбкин, Александр Степанович
Александр Степанович Рыбкин (22 октября 1904, Межник, Новгородская губерния — 26 августа 1968, Ленинград) — командир артиллерийского дивизиона 175-го ордена Ленина артиллерийского полка 36-й ордена Ленина мотострелковой дивизии 1-й армейской группы, полковник. Герой Советского Союза.

## Биография
Родился 22 октября 1904 года в деревне Межник (ныне — Шимский район Новгородской области) в крестьянской семье. Русский. Член ВКП(б)/КПСС с 1939 года. Окончил 4 класса.
В Красной Армии с 1926 года. После учёбы в полковой школе служил помощником командира взвода и старшиной батареи. В 1932 году окончил Военно-политическую школу имени Ф. Энгельса в Ленинграде, после чего был назначен политруком роты 36-й мотострелковой дивизии. После окончания в 1936 году артиллерийских курсов усовершенствования командного состава, продолжал службу командиром батареи, артиллерийского парка, начальником артиллерийского снабжения дивизии, а с октября 1938 года — командиром артиллерийского дивизиона. Сотрудники особого отдела 57-го Особого корпуса собрали материал о принадлежности Рыбкина к антисоветскому военному заговору, однако начавшиеся бои позволили ему избежать ареста.
Участник боёв с японскими милитаристами на реке Халхин-Гол с 11 мая по 16 сентября 1939 года. Командир артдивизиона 175-го артиллерийского полка майор Александр Рыбкин отличился в ходе генеральной наступательной операции советско-монгольских войск по окружению и уничтожению японских войск.
Указом Президиума Верховного Совета СССР от 17 ноября 1939 года за умелое командование артдивизионом и проявленный личный героизм при выполнении воинского и интернационального долга майору Рыбкину Александру Степановичу присвоено звание Героя Советского Союза с вручением ордена Ленина и медали «Золотая Звезда».
В Великую Отечественную войну отважный офицер-артиллерист сражался с немецко-фашистскими захватчиками на Западном, Сталинградском, Центральном, 1-м и 2-м Белорусских фронтах, командовал артиллерией стрелковой дивизии, был командиром 4-й истребительной противотанковой артиллерийской бригады. Тяжело ранен в бою под Сталинградом 23 сентября 1942 года.
За время войны Рыбкин был девять раз упомянут в благодарственных в приказах Верховного Главнокомандующего
После войны А. С. Рыбкин продолжал командовать армейскими артиллерийскими частями. В 1947 году он окончил Высшие артиллерийские курсы при Военной артиллерийской академии. С 1956 года полковник Рыбкин А. С. — в отставке по болезни. Жил в городе-герое Ленинграде. Скончался 26 августа 1968 года. Похоронен на Северном кладбище Санкт-Петербурга, Еловый участок.

## Награды
СССР
- Медаль «Золотая Звезда» Героя Советского Союза № 189 (17.11.1939)
- три ордена Ленина (07.08.1939, 17.11.1939, 19.11.1951[3])
- четыре ордена Красного Знамени (08.08.1944, 16.04.1945, 05.11.1946[3], 30.12.1956[3])
- орден Красной Звезды (03.11.1944[3])
- медали в том числе:
  - «За оборону Сталинграда»
  - «За Победу над Германией в Великой Отечественной войне 1941—1945 гг.» (1945)

Приказы (благодарности) Верховного Главнокомандующего в которых отмечен А. С. Рыбкин.
- За освобождение города и крепости Ломжа — важного опорного пункта обороны немцев на реке Нарев. 13 сентября 1944 года № 186.
- За овладение городами Нойштеттин и Прехлау — важными узлами коммуникаций и сильными опорными пунктами обороны немцев в Померании. 28 февраля 1945 года. № 286.
- За овладение городом и крепостью Гданьск (Данциг) — важнейшим портом и первоклассной военно-морской базой немцев на Балтийском море. 30 марта 1945 года. № 319.
- За форсирование восточного и западного Одера южнее Штеттина, прорыв сильно укрепленную оборону немцев на западном берегу Одера и овладение главным городом Померании и крупным морским портом Штеттин, а также занятие городов Гартц, Пенкун, Казеков, Шведт. 26 апреля 1945 года. № 344.
- За овладение городами Пренцлау, Ангермюнде — важными опорными пунктами обороны немцев в Западной Померании. 27 апреля 1945 года. № 348.
- За овладение городами и важными узлами дорог Анклам, Фридланд, Нойбранденбург, Лихен и вступили на территорию провинции Мекленбург. 29 апреля 1945 года. № 351.
- За овладение городами Штральзунд, Гриммен, Деммин, Мальхин, Варен, Везенберг — важными узлами дорог и сильными опорными пунктами обороны немцев. 1 мая 1945 года. № 354.
- За овладение городами Росток, Варнемюнде — крупными портами и важными военно-морскими базами немцев на Балтийском море, а также заняли города Рибнитц, Марлов, Лааге, Тетерев, Миров. 2 мая 1945 года. № 358.
- За овладение городами Барт, Бад-Доберан, Нойбуков, Варин, Виттенберге и за соединение на линии Висмар — Виттенберге с союзными нам английскими войсками. 3 мая 1945 года. № 360

Других государств
- медаль «Победы и Свободы» (ПНР)

## Память
Грамота Президиума Верховного Совета СССР о присвоении А. С. Рыбкину звания Героя Советского Союза передана на хранение в музей средней школы № 281 города-героя Ленинграда.